# Archbach
Der Archbach, auch Planseeache genannt, ist ein rechtsseitiger, 7 km langer Zufluss des Lechs in Tirol, Österreich. 
Er entspringt dem Plansee in Breitenwang als dessen einziger Abfluss, daher auch der Name Planseeache. In seinem anfangs steilen Tal fließt er nordwestwärts über die Stuibenfälle nach Reutte und nach Pflach, wo er in den Lech mündet.
Die größten Nebenflüsse des Archbachs sind der Zwieselbach, der Finsterlaster Bach und der Lettenbach, die alle rechtsseitig und im Gemeindegebiet von Reutte in ihn einmünden.
Der Archbach weist Gewässergüteklasse II auf.

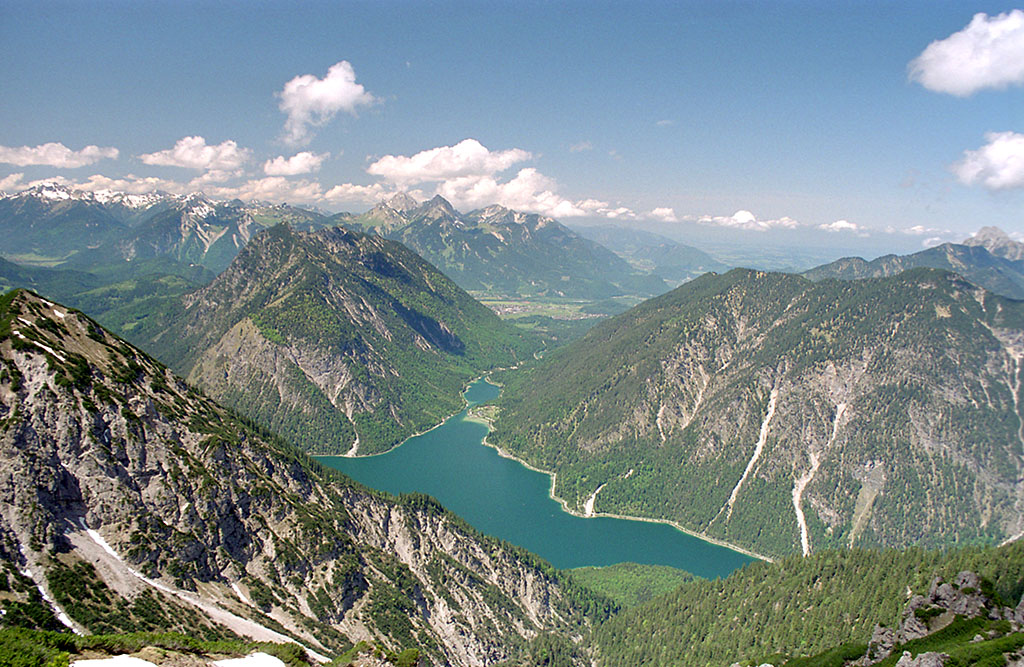
Plansee von Südosten, in der Mitte der Abfluss durch den Kleinen Plansee bzw. den Archbach in Richtung Lechtal
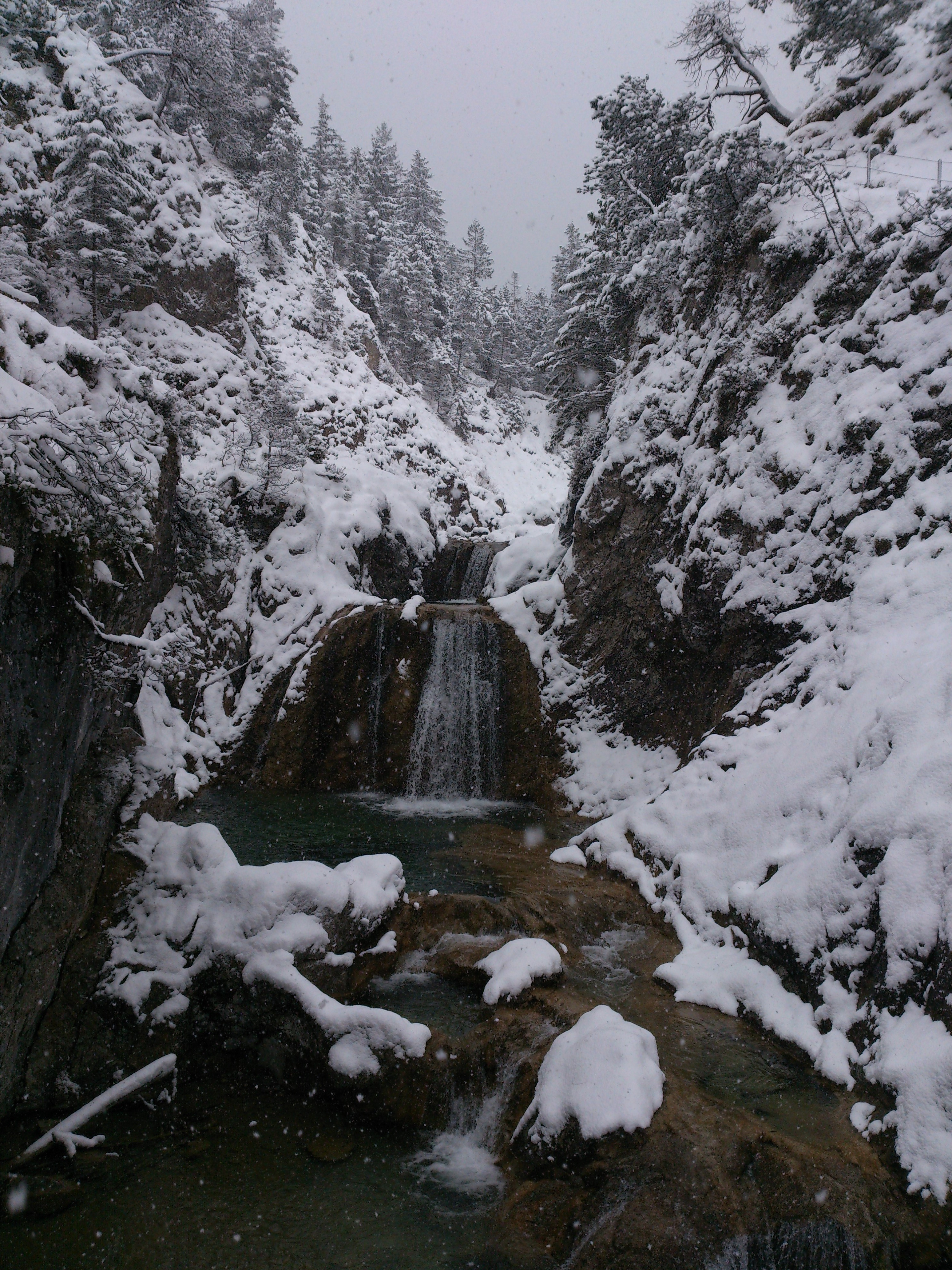
Der Archbach im unteren Bereich der Stuibenfälle
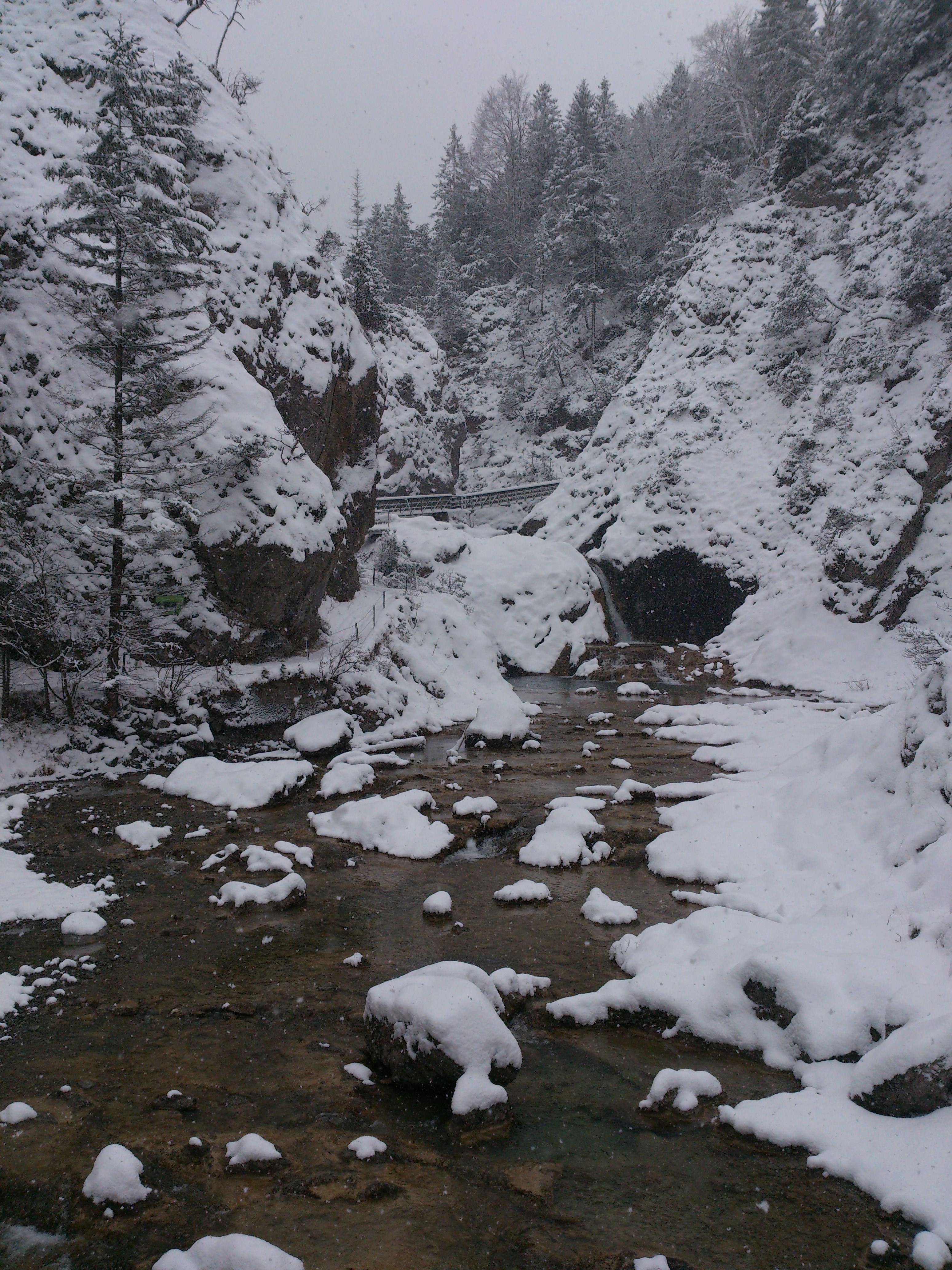
Der Archbach kurz vor Verlassen der Stuibenfälle in Richtung Mühl